# Ocotea velutina
Ocotea velutina là loài thực vật có hoa trong họ Nguyệt quế. Loài này được (Nees) Mart. ex B.D.Jacks. miêu tả khoa học đầu tiên năm 1894.